# Wapen van Metslawier

Wapen van Metslawier

Het wapen van Metslawier is het dorpswapen van het Nederlandse dorp Metslawier, in de Friese gemeente Noardeast-Fryslân. Het wapen werd in 1988 geregistreerd.

## Beschrijving
De blazoenering van het wapen luidt als volgt:
In azuur een linkerschuinbalk van zilver, rechtsboven vergezeld van een zespuntige ster en linksonder van een zonnebloem, beide van goud.
De heraldische kleuren zijn: azuur (blauw), zilver (zilver) en goud (goud).

## Symboliek
- Schuinbalk: ontleend aan het wapen van Oostdongeradeel, de gemeente waar het dorp eertijds tot behoorde.[3]
- Zespuntige ster: dit is een zogenaamde leidster welke een hoofdplaats aangeeft. Zo was Metslawier de hoofdplaats van de gemeente Oostdongeradeel.[3]
- Zonnebloem: zou afkomstig zijn van het wapen van de familie Ropta. Dit is echter onjuist. Wel blijft de zonnebloem een verwijzing naar de kwekerij die ten noorden van het dorp gelegen is.[3]

Het wapen van Oostdongeradeel.

## Zie ook

Vlag van Metslawier